# Crasville-la-Rocquefort
Crasville-la-Rocquefort ist eine französische Gemeinde mit 207 Einwohnern (Stand 1. Januar 2022) im Département Seine-Maritime in der Region Normandie. Sie gehört zum Arrondissement Dieppe und zum Kanton Saint-Valery-en-Caux. Die Einwohner werden Crasvillais genannt.

## Bevölkerungsentwicklung
| Jahr      | 1962 | 1968 | 1975 | 1982 | 1990 | 1999 | 2007 | 2015 |
| Einwohner | 245  | 222  | 223  | 230  | 300  | 269  | 227  | 220  |

## Sehenswürdigkeiten
- Kirche Saint-Martin aus dem 16. Jahrhundert
- Schloss, das auf den Grundmauern einer feudalen Burg erbaut wurde.